# レディズ・コンパニオン
レディズ・コンパニオン（Lady's companion）あるいは単にコンパニオンとは、身分の高い女性や裕福な女性の付き人として同居する女性や、またその職業のこと。話し相手や付添人とも訳される。この用語は少なくとも18世紀から20世紀半ばまでイギリスで用いられていたものである。通常、レディズ・コンパニオンは雇用主と釣り合うような上流または中流階級出身者であり、生計を立てるために雇用主の家に住み込んでいた。

## 職務内容と地位
コンパニオンの仕事は女主人もしくは雇用主の女性家族と時間を過ごし、付き添い、会話相手となり、時に来客対応の手伝いや社交行事への同行が基本であった。コンパニオンが与えられる報酬や待遇は、給与は少額であるものの、衣食住が保証され、使用人部屋ではなく家人と同じ一室を与えられ、また家人と同じ食事で同席を許された。この給与は「賃金」（wage）ではなく「手当（小遣い）」（allowance）と呼ばれた。家人が行わないような家事はコンパニオンもする必要がなく、お茶を淹れる、刺繍などの裁縫くらいであり、あとは家人と同等に使用人に指示を出した。したがって金銭的な従属関係を除けば、一家に同居する成人の親戚の役割とほぼ変わりなかった。
このようにコンパニオンは被雇用者であるが、レディズ・メイド（lady's maid、女中）とは一線を画し、労働者階級である使用人（servant）ではなかった。住み込みの女性職だが使用人ではないという点では他にガヴァネス（女性家庭教師）があるが、待遇は同等ではなく、ガヴァネスのような家庭内で肩身が狭い思いを強いられるようなことはなかった。イギリス王室には外形的には同様の役割で、レディ・イン・ウエイティング（Lady-in-waiting、直訳では女官や侍女）と呼ばれる女性職が19世紀まで存在した。ただ、この役職は最上流階級出身の子女が、宮廷で暮らし、時に王族との婚姻を見繕う目的で出仕していた部分もあり、コンパニオンとは異なる部分も多い。
コンパニオンが主流であった時代に、上流と中流階級の女性たちはほとんどの時間を自宅で過ごしていたために、コンパニオンが雇われていた。
彼女らを雇うのは独身で一人暮らしの女性、未亡人、夫や息子と暮らすが娘はおらずコンパニオンを希望する既婚女性、母親を亡くした父親ないし男性親族と同居している（しかしガヴァネスを付けるには若すぎる）未婚女性などであった。最後のケースではコンパニオンは監督者の役割も求められていた。当時は若い女性が、男性の親族や年配女性がいない状態で男性訪問客を迎えるのは認められていなかったためである（女性の使用人だけでは不十分であった）。
コンパニオンの採用基準は雇用主と同等か、それよりやや下の階級出身者であった。これはコンパニオンとなる者が他に生計手段を持てなかったという側面もある。19世紀後半まで、上中流階級の女性が、その階級の地位を失うことなく生計を立てる手段はほぼなく、かろうじて挙げればガヴァネス、私立の女学校の経営者、著述家くらいであった（このため、1859年にはイギリスで女性雇用促進協会が設立された）。

## 衰退
イギリスを始めとして、ほとんどの先進国ではレディズ・コンパニオンという職業は廃れている。この主な理由としては、上流階級の女性が家庭内に留まらくなったこと、また女性雇用の機会が増えたことが考えられる。

## アガサ・クリスティの作品に登場するコンパニオン
イギリスの作家アガサ・クリスティの作品にはコンパニオンが登場することが多い（短編集『火曜クラブ』には「The Companion」（日本語題：2人の老嬢）というタイトルの作品もある）。これは彼女の長い作家歴で一貫した傾向であるが、その趣きは舞台が第二次世界大戦前後で変わる。戦前が舞台の作品ではコンパニオンは富裕層の生活における、ありふれた特徴として描かれている。対して戦後のコンパニオンは悲惨な境遇を含んだものとなる。彼女たちはヴィクトリア朝時代に自活することを期待されずに育った高齢の女性たちであり、世界恐慌や大戦によって財産を失って困窮し、已む無くコンパニオンをしている。同時に彼女らを雇う側も以前ほど裕福ではないことが多い。